# Toyaning
Toyaning is een bestuurslaag in het regentschap Pasuruan van de provincie Oost-Java, Indonesië. Toyaning telt 4399 inwoners (volkstelling 2010).